# Scarlett

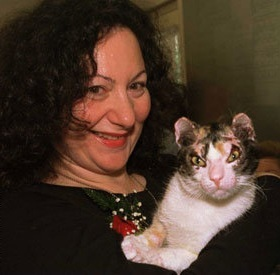
Scarlett y su dueña, Karen Wellen

Scarlett (junio o julio de 1995 – 11 de octubre de 2008) fue el nombre dado a una gata callejera de Brooklyn, Nueva York, cuyos esfuerzos para salvar a sus gatitos de un incendio atrajeron la atención de los medios de comunicación de todo el mundo, y fueron descritos en varios libros de no ficción. Si los gatitos eran su primera camada, tendría probablemente nueve o diez meses.
Más tarde se convirtió en un animal presentado en las recaudaciones de fondos y relaciones públicas del refugio que la trató a ella y sus gatitos, la North Shore Animal League. El 15 de octubre de 2008, la Liga anunció que Scarlett había fallecido.

## El fuego
El 30 de marzo de 1996, Scarlett y sus cinco gatitos estaban en un garaje abandonado presuntamente utilizado como fumadero de crack en Brooklyn cuando comenzó un fuego por causa indeterminada. El Departamento de Bomberos de la Ciudad de Nueva York respondió a una llamada alertando del incendio y lo extinguió aprisa. Cuando el fuego quedó bajo control, uno de los bomberos en el lugar, David Giannelli, descubrió a Scarlett llevando a sus gatitos fuera del garaje uno por uno. 
Scarlett se había quemado muy gravemente en el proceso de salvar a sus gatitos del fuego. Sus ojos estaban fuertemente cerrados, sus orejas y patas quemados, y su pelaje severamente chamuscado. La mayor parte de su pelo facial y bigotes habían ardido. Después de salvar a los gatitos vieron como tocaba a cada uno de los cachorros con su nariz para asegurarse que estaban todos allí, ya que las grandes ampollas sobre sus ojos le impedían verles, y entonces cayó inconsciente.

## Recuperación
Gianelli llevó a la familia a una clínica veterinaria en la North Shore Animal League en Port Washington, Nueva York donde Scarlett y sus gatitos fueron tratados. El más afectado por la inhalación de humo de los gatitos, de pelaje blanco, murió por una infección vírica un mes después del fuego. Sin embargo, después de tres meses de tratamiento y recuperación, Scarlett y sus gatitos supervivientes estaban lo suficientemente bien para ser adoptados.

## Medios de comunicación internacionales
La historia de los esfuerzos y valentía de esta madre felina para salvar a sus gatitos atrajo la atención internacional, y la clínica recibió más de 7.000 cartas ofreciendo adoptar a Scarlett y sus gatitos. La clínica finalmente decidió dividir los gatitos en dos parejas y fueron dadas en adopción a residentes de Long Island. 
Scarlett fue adoptada por Karen Wellen. En su carta, Wellen explicaba que, a raíz de perder a su gato poco después de haber sido herida en un accidente de tráfico, se había vuelto más compasiva y solo aceptaba animales con necesidades especiales.

## Muerte
Scarlett murió el 11 de octubre de 2008, mientras estaba con su familia adoptiva en su hogar de Brooklyn. Scarlett necesitaba atención continua como resultado de sus lesiones. Aunque recuperó la visión, tuvieron que operarle los párpados. Más tarde, fue diagnosticada con un soplo al corazón durante su recuperación en la Animal League. A su muerte, se informó que sufría múltiples enfermedades.

## Premio Scarlett
La North Shore Animal League creó un premio nombrado Scarlett Award for Animal Heroism, en honor a Scarlett. El premio se otorga a animales o humanos que hayan participado en actos heroicos para beneficiar a otros.